# Грос-Филен
Грос-Филен (нем. Groß Vielen) — коммуна в Германии, в земле Мекленбург — Передняя Померания. 
Входит в состав района Мюриц. Подчиняется управлению Пенцлинер Ланд.  Население составляет 373 человека (на 31 декабря 2006 года). Занимает площадь 13,29 км². Официальный код  —  13 0 56 020.